# Leptochloa caudata
Leptochloa caudata är en gräsart som först beskrevs av Karl Moritz Schumann, och fick sitt nu gällande namn av N.W.Snow. Leptochloa caudata ingår i släktet spretgräs, och familjen gräs. Inga underarter finns listade i Catalogue of Life.